# Информационная культура
Информационная культура —
1. в широком смысле — это совокупность принципов и реальных механизмов, обеспечивающих позитивные взаимодействия этнических и национальных культур, а также сопряжённость в общем опыте человечества.
2. в узком — совокупность знаний и умений по эффективной информационной деятельности, которая достигает поставленной цели.

Также её стоит рассматривать как алгоритмы человеческого поведения и символических структур в инфосфере, которые придают этому поведению смысл и значимость с точки зрения человека.
Информационная культура может рассматриваться как составная часть общей культуры, ориентированная на информационное обеспечение человеческой деятельности. Информационная культура отражает достигнутые уровни организации информационных процессов и эффективности создания, сбора, хранения, обработки, представления и использования информации, обеспечивающих целостное видение мира, его моделирования, предвидения результатов решений, которые принимаются человеком.

## Понятие информационной культуры
Понятие «информационная культура» подчёркивает связь информационного мира с духовной культурой личности, целостность единого понимания культуры, отдельные аспекты которой привлекают внимание исследователей в различные периоды развития человеческого общества.
Основная тенденция в динамике формирования понятия «информационная культура» связана с фундаментальностью и многоаспектностью её рассмотрения не только как феномена, определённого условиями научно-технического прогресса, электронными средствами переработки, хранения и передачи социальной информации, а прежде всего как деятельностной инфраструктуры, пронизывающей все эпохи и цивилизации, все сферы человеческой деятельности и все ступени развития человека как социального существа.
Информационная культура формируется как интегральное понятие, которое включает следующие компоненты:
- аудиовизуальная культура,
- логическая культура,
- семиотическая культура,
- понятийно-терминологическая культура,
- технологическая культура,
- коммуникационная культура,
- сетевая культура.

## История
Впервые понятие «информационная грамотность» было введено в 1977 году в США и использовано в национальной программе высшего образования. Ассоциация Американских библиотек. Информационно грамотным человеком названа личность, которая способна обрабатывать, разместить, оценить информацию и использовать её наиболее эффективным образом.
Информационная культура насчитывает тысячелетия. Началом её истории логично признать момент смены формального отношения к сигналу ситуации, свойственного животному миру, на содержательное, свойственное исключительно человеку. Обмен содержательными единицами послужил основой развития языка. До появления письменности становление языка вызвало к жизни гамму вербальных методик, породило культуру обращения со смыслом и текстом. Письменный этап концентрировался вокруг текста, который содержал в себе все многообразие устной информационной культуры.
Информационную культуру человечества в разные времена сотрясали информационные кризисы. Один из самых значительных информационных кризисов привёл к появлению письменности. Устные методики сохранения знания не обеспечивали полной целостности объёмов информации, поэтому фиксация информации на материальном носителе породило новый период информационной культуры — документальный. В её состав вошла культура общения с документами: культура извлечения фиксированного знания, культура кодирования и фиксации информации; культура документографического поиска. Оперирование информацией стало легче, претерпел изменения образ мышления, но устные формы информационной культуры не только не утратили своего значения, но и обогатились системой взаимосвязей с письменными.
Очередной информационный кризис вызвал к жизни компьютерные технологии, модифицировали носители информации и автоматизировали некоторые информационные процессы.
Современная информационная культура собрала в себе все свои предыдущие формы и соединила их в единое средство.

## Проекты по развитию ИК

### Международные инициативы

#### ПрограммаЮНЕСКО«Медиа и информационная грамотность»
По данным веб-сайта ЮНЕСКО, это «действия, чтобы дать людям навыки и умения для критического восприятия, оценки и использования информации и медиа в своей профессиональной деятельности и личной жизни». Цель инициативы заключается в создании информационно грамотных обществ путём создания и поддержания образовательной политики информационной грамотности. Участники проекта работают с преподавателями по всему миру, обучая их информационной грамотности и предоставляя ресурсы для её использования в их классах.
ЮНЕСКО публикует исследования по информационной грамотности во многих странах, несмотря на то, как информационная грамотность в настоящее время преподаётся, как она отличается в разных сообществах и как повысить осведомлённость. Они также выдают средства педагогических и школьных советов и учителей для использования в рамках обучения программе. 

#### Международная федерация библиотечных ассоциаций и институтов
По данным веб-сайта IFLA, IFLA (англ. The International Federation of Library Associations and Institutions), «основной целью Секции информационной грамотности является содействие международному сотрудничеству в развитии информационной грамотности для всех типов библиотек и информационных учреждений.»